# Майкл Мендо
Майкл Мендо (англ. Michael Mando; нар. 13 липня 1981, Квебек, провінція Квебек, Канада) — канадський актор кіно та телебачення, співак.
Найбільшу популярність отримав за ролі антагоніста Вааса Монтенегро у відеогрі «Far Cry 3» (2012), Віктора Шмідта в науково-фантастичному телесеріалі «Чорна сирітка» (2013-14) та мексиканського мафіозі Начо Варґи у комедійно-драматичному кримінальному телесеріалі «Краще подзвоніть Солу» (2015-22). Крім того виконує роль Скорпіона у КВМ.

## Біографія
Мендо народився в місті Квебек, провінція Квебек, Канада. Був середньою дитиною в сім'ї з трьох братів. Мендо виховувався без матері і їхня родина багато подорожувала — вони побули на чотирьох континентах, жили в десятці міст; перш ніж він досяг 25-річчя, його сім'я змінила більше 37 квартир. Попри те, що рідною мовою Майкла є французька, він також вільно володіє англійською та іспанською мовами.
У дитинстві, Мендо мріяв бути письменником чи спортсменом. Від професійного спорту довелося відмовитися після того, як він отримав травму коліна. У зв'язку з цим інцидентом Майкл вирішив кардинально змінити свої життєві пріоритети і здобути освіту.
Мендо вивчав різні науки, зокрема міжнародні відносини в Монреальському університеті, перш ніж вступив на курс театрального мистецтва в Колледж Доусона (2004 рік). Попри відсутність попередньої підготовки, Майкл зіграв головні ролі у всіх п'яти постановках цього курсу, який він закінчив з відзнакою в 2007 році. Серед його ролей у коледжі були: Орландо з «Як вам це сподобається» (Шекспір), професор Кац з «П'ятидесятниць» (Девід Едгар) і Валентин Ксав'є з «Орфей спускається в пекло» (Теннессі Вільямс). Після закінчення навчання, Стівен В. Лекі, керівник курсу, з гордістю заявив: «Майкл — один з найталановитіших наших випускників, за останні 25 років».
У квітні 2020 року Мендо оголосив про початок музичної кар'єри і 15 квітня виклав на свій YouTube-канал свою першу пісню The Wild One з однойменного майбутнього EP.

## Акторська кар'єра
Після закінчення коледжу Мендо зіграв головну роль у театральній постановці (у Монреалі), за що був відзначений двома призами від професійних експертів. Після цього він заснував кінокомпанію Red Barlo Production. Перший його фільм — «Умовна прихильність» («Conditional Affection») (Мендо виступив в амплуа режисера та сценариста) — вийшов 2010 року і демонструвався на фестивалях: Fantasia, Bare Bones, ACTRA Short Films та New Hope International Film Festivals.
Телевізійний дебют Мендо був відзначений ролями кількох контрастних персонажів. Серед його ролей були: епізод у кримінальній-драмі «The Bridge», участь у медичному міні-серіалі «Bloodletting and Miraculous Cures», а також роль у драматичному телесеріалі «The Border», де він зіграв учасника банди MS-13, крім того він зіграв близького друга Кензі (персонаж Ксенії Соло) у науково-фантастичному серіалі «Поклик крові».
Мендо неодноразово співпрацював з режисерами Джоном Фоусеттом та Еріком Канюельєм, а також з продюсером Девідом Барлоу. 2010 року він зіграв одну з головних ролей у кінофільмі «Territories». Роком пізніше, перетворився на схожий образ у телесеріалі «Les Bleus де Ramville», а також з'явився в одному з епізодів серіалу «Кінг». 2012 року він взяв участь у створенні відеоігри «Far Cry 3»: Мендо озвучив і став прообразом одного з головних лиходіїв Вааса Монтенегро. Також він знявся у вебсеріалі «Far Cry Experience», де знову повернувся до образу Вааса (бере в заручники і катує персонажа Крістофер Мінц-Плассе).
У 2012 році Мендо отримав роль у першому сезоні телесеріалу «Чорна сирітка», трансляція якого почалася в 2013 році. Він грає Віка — вуличного наркоторговця, за цю роль він був номінований на телевізійну премію Canadian Screen Award. У другому сезоні його персонаж з'являється в одному з епізодів. 2014 року Мендо приєднався до акторського складу серіалу «Краще подзвоніть Солу» (спін-офф телесеріалу «Пуститися берега»), де він грає роль Начо Варга — мексиканського мафіозі.

## Фільмографія
| Рік       |    | Українська назва                   | Оригінальна назва         | Роль                                             |
| --------- | -- | ---------------------------------- | ------------------------- | ------------------------------------------------ |
| 2009      | с  |                                    | Flashpoint                | Феліп (епізод "Eagle Two")                       |
| 2010      | с  |                                    | The Bridge                | К9 (епізод "Voices Carry")                       |
| 2010      | с  |                                    | Lost Girl                 | Невілл (епізод "(Dis)Members Only")              |
| 2011      | с  |                                    | King                      | Естебан Демарко (епізод "T-Bone")                |
| 2011      | с  |                                    | Michael: Every Day        | Ален (епізод "Unscripted Conversation")          |
| 2012      | с  |                                    | Les Bleus de Ramville     | Марк-Андре Девід (8 епізодів)                    |
| 2012      | с  | Ясновидець                         | Psych                     | Чуї (епізод "Let's Doo-Wop It Again")            |
| 2012      | с  | Убивство                           | The Killing               | Васкес (епізод "Off the Reservation")            |
| 2012      | вг | Far Cry 3                          | Far Cry 3                 | Ваас Монтенеґро                                  |
| 2013      | ф  | Колонія                            | The Colony                | Купер                                            |
| 2013      | с  | Той, хто читає думки               | The Listener              | Лен Газіцкі (епізод "Buckle Up")                 |
| 2013      | с  |                                    | Rookie Blue               | Сізар Медіна (епізод "The Kids Are Not Alright") |
| 2013—2014 | с  | Чорна сирітка                      | Orphan Black              | Віктор «Вік» Шмідт (9 епізодів)                  |
| 2015—2022 | с  | Краще подзвоніть Солу              | Better Call Saul          | Начо Варґа (33 епізоди)                          |
| 2017      | ф  | Людина-павук: Повернення додому    | Spider-Man: Homecoming    | Мак Гарган                                       |
| 2018      | ф  | Операція «Колібрі»                 | The Hummingbird Project   | Марк Вега                                        |
| 2021      | вг | Far Cry 6                          | Far Cry 6                 | Ваас Монтенеґро                                  |
| 2026      | ф  | Людина-павук: Абсолютно новий день | Spider-Man: Brand New Day | Мак Гарган / Скорпіон                            |